# Marcel Wyss
Marcel Wyss (Langnau im Emmental, 25 de junio de 1986) es un ciclista suizo que fue profesional de 2007 a 2016.

## Palmarés
2008
- Flèche du Sud, más 1 etapa

2011
- 2.º en el Campeonato de Suiza Contrarreloj

2013
- Tour de Berna

## Resultados en Grandes Vueltas
| Carrera | Carrera         | 2007 | 2008 | 2009 | 2010 | 2011 | 2012 | 2013 | 2014 | 2015 | 2016 |
| ------- | --------------- | ---- | ---- | ---- | ---- | ---- | ---- | ---- | ---- | ---- | ---- |
|         | Giro de Italia  | —    | —    | —    | 38.º | 34.º | —    | —    | —    | —    | 40.º |
|         | Tour de Francia | —    | —    | —    | —    | —    | —    | —    | 32.º | 60.º | —    |
|         | Vuelta a España | —    | —    | —    | —    | —    | —    | —    | —    | —    | 21.º |

—: no participa

Ab.: abandono

## Equipos
- Atlas-Romer's Hausbäckerei (2007-2008)
- Scott-American Beef (2008)[2]
- Cervélo Test Team (2009-2010)
- Geox-TMC (2011)
- Atlas Personal-Jakroo (2012)[3]
- Team NetApp (2012)[4]
- IAM Cycling (2013-2016)